# Theodor Nag
Theodor Henriksen Nag (Strand, 1 de octubre de 1890-Stavanger, 2 de septiembre de 1959) fue un deportista noruego que compitió en remo. Participó en los Juegos Olímpicos de Amberes 1920, obteniendo una medalla de bronce en la prueba de ocho con timonel.

## Palmarés internacional
| Juegos Olímpicos | Juegos Olímpicos  | Juegos Olímpicos  | Juegos Olímpicos |
| Año              | Lugar             | Medalla           | Prueba           |
| ---------------- | ----------------- | ----------------- | ---------------- |
| 1920             | Amberes (Bélgica) | Medalla de bronce | Ocho con timonel |